# Richard
Richard je mužské jméno odvozované ze staroněmeckého Ríchart (rík/rîh=vladař/král a hart=silný). Podle českého občanského kalendáře má jmeniny 3. dubna. Domácí podoba tohoto jména je Ríša.

## Statistické údaje
Následující tabulka uvádí četnost jména v ČR a pořadí mezi mužskými jmény ve srovnání dvou roků, pro které jsou dostupné údaje MV ČR – lze z ní tedy vysledovat trend v užívání tohoto jména:
| Rok       | Četnost    | Pořadí      |
| 1999      | 16 695     | 50.         |
| 2002      | 16 926     | 50.         |
| Porovnání | o 231 více | žádná změna |
| 2006      | 18 064     | 49.         |

Změna procentního zastoupení tohoto jména mezi žijícími muži v ČR (tj. procentní změna se započítáním celkového úbytku mužů v ČR za sledované tři roky 1999-2002) je +2,1%.

## Odlišné verze v cizích jazycích
- Ricardo (španělština, portugalština)
- Rikard (švédština, srbochorvatština)
- Riccardo (italština)
- Ryszard (polština)
- Ričard (ruština)
- Richárd (maďarština)
- Ricardus (latina)
- Sing Ťien[zdroj?] (čínština)

## Domácí podoby
- Rik, Rick, Richie, Ringo, Ricky, Ritchie (angličtina)
- Ríša, Ryšák, Riky, Ríšánek, Rišpulínek (čeština)
- Rišo, Riško, Riki (slovenština)
- Rysio (polština)
- Riku (finština)

## Známí Richardové

### Světci
- Sv. Richard z Chichesteru (jinak z Wychu, † 1253), anglický biskup
- Sv. Richard Poutník (Anglosaský, 8. stol.) – wessexský král, otec sv. Wilibalda, Winibalda a Valburgy
- Sv. Richard z Vaucelles († 1169) – cisterciácký mnich a opat
- Sv. Richard z Andrie († 1196) – italský biskup
- Sv. Richard Reynolds († 1535) – anglický mučedník
- Sv. Richard Gwyn († 1585) – anglický mučedník
- Sv. Richard Martin († 1588) – anglický mučedník
- Sv. Richard Pampuri († 1930) – milosrdný bratr
- Bl. Richard ze St-Vanne (†1046) – benediktinský opat
- Bl. Richard od sv. Anny (†1622) – františkán, mučedník v Japonsku
- Ct. Richard le Scrope († 1405) – arcibiskup Yorský

### Angličtí králové
- Richard I. Lví srdce, anglický král
- Richard II., anglický král
- Richard III., anglický král

### Římští králové
- Richard Cornwallský, římský král

### Ostatní
- Richard Normandský, druhý syn Viléma I. Dobyvatele a dědic anglického trůnu
- Richard II. Normandský, normandský vévoda
- Richard III. Normandský, normandský vévoda
- Richard Brautigan, americký spisovatel
- Richard Burton, britský herec
- Richard Brabec - český politik
- Richard Dawkins, britský zoolog a evoluční biolog
- Richard Feynman, americký fyzik
- Richard Halliburton, americký spisovatel a reportér
- Richard Harris, britsko-irský herec
- Ryszard Kukliński, polský voják a špion
- Richard Smalley, americký chemik, fyzik a astronom
- Richard Stallman, americký programátor
- Richard Wagner, německý hudební skladatel
- Richard Weiner, český básník a spisovatel
- Richard Genzer, český herec a bývalý tanečník
- Richard Dean Anderson, americký herec
- Richard Kruspe, kytarista skupiny Rammstein
- Richard Krajčo, zpěvák skupiny Kryštof
- Richard Tesařík, zpěvák
- Richard Starkey (Ringo Starr), bývalý bubeník The Beatles
- Richard Müller, slovenský zpěvák a hudební skladatel
- Richard Nedvěd, komik a kouzelník
- Richard Vyškovský, architekt, autor papírových vystřihovánek

### Příjmení
Ve Francii je příjmení Richard v četnosti výskytu na 6. místě – viz článek Richard (příjmení).

### Zvířata
- Richard, gorila nížinná, vítěz soutěže Odhalení

### Podzemní objekt
- Podzemní továrna Richard, památka z druhé světové války u Litoměřic pod vrchem Radobýl